# Lataxiena
Lataxiena is een geslacht van weekdieren uit de klasse van de Gastropoda (slakken).

## Soorten
- Lataxiena blosvillei (Deshayes, 1832)
- Lataxiena bombayana (Melvill, 1893)
- Lataxiena cumella (Jousseaume, 1898)
- Lataxiena desserti Houart, 1995
- Lataxiena fimbriata (Hinds, 1844)
- Lataxiena habropenos Houart, 1995
- Lataxiena lutescena Zhang & Zhang, 2015
- Lataxiena solenosteiroides Houart, Fraussen & Barbier, 2013